# Winna-Wypychy
Winna-Wypychy – wieś w Polsce położona w województwie podlaskim, w powiecie wysokomazowieckim, w gminie Ciechanowiec.
W latach 1975–1998 miejscowość administracyjnie należała do województwa łomżyńskiego.
Wierni kościoła rzymskokatolickiego należą do parafii św. Doroty w Winnej Poświętnej.

## Historia
W I Rzeczypospolitej należała do ziemi drohickiej w województwie podlaskim.
Pod koniec wieku XIX wieś w powiecie bielskim, gubernia grodzieńska, gmina Skórzec. Użytki rolne o powierzchni 159 dziesięcin, w tym 14 łąk i pastwisk, 8 lasu i 5 dziesięcin nieużytków
W roku 1921 we wsi naliczono 21 budynków z przeznaczeniem mieszkalnym oraz 109 mieszkańców: 61 mężczyzn i 48 kobiet. Narodowość polską zgłosiło 108 mieszkańców, a 1 białoruską. Wyznanie rzymskokatolickie zadeklarowało 108 osób, a 1 prawosławne.